# Wai Bing
Wai Bing (外丙) de son nom personnel Zi Sheng (子勝). Il était le deuxième roi de la dynastie Shang. Il régna de -1753 à -1720 à partir de la ville de Bo (亳).

## Règne
À l'origine il n'était pas censé monter sur le trône, mais par un caprice du destin, son aîné est mort avant son père et par la logique est devenu roi. Yi Yin (伊尹) lui servait aussi de premier ministre.